# Bambino

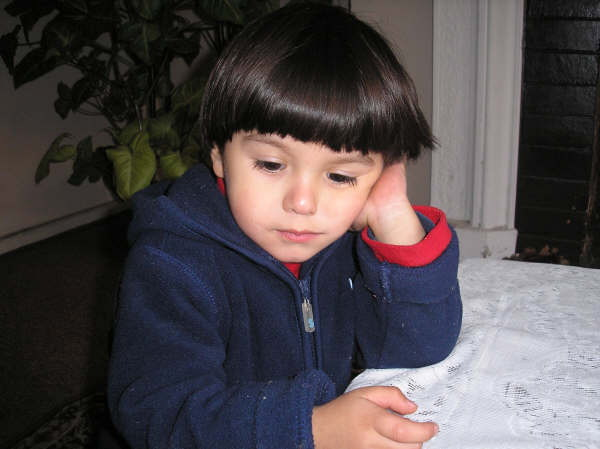
Un bambino pensieroso

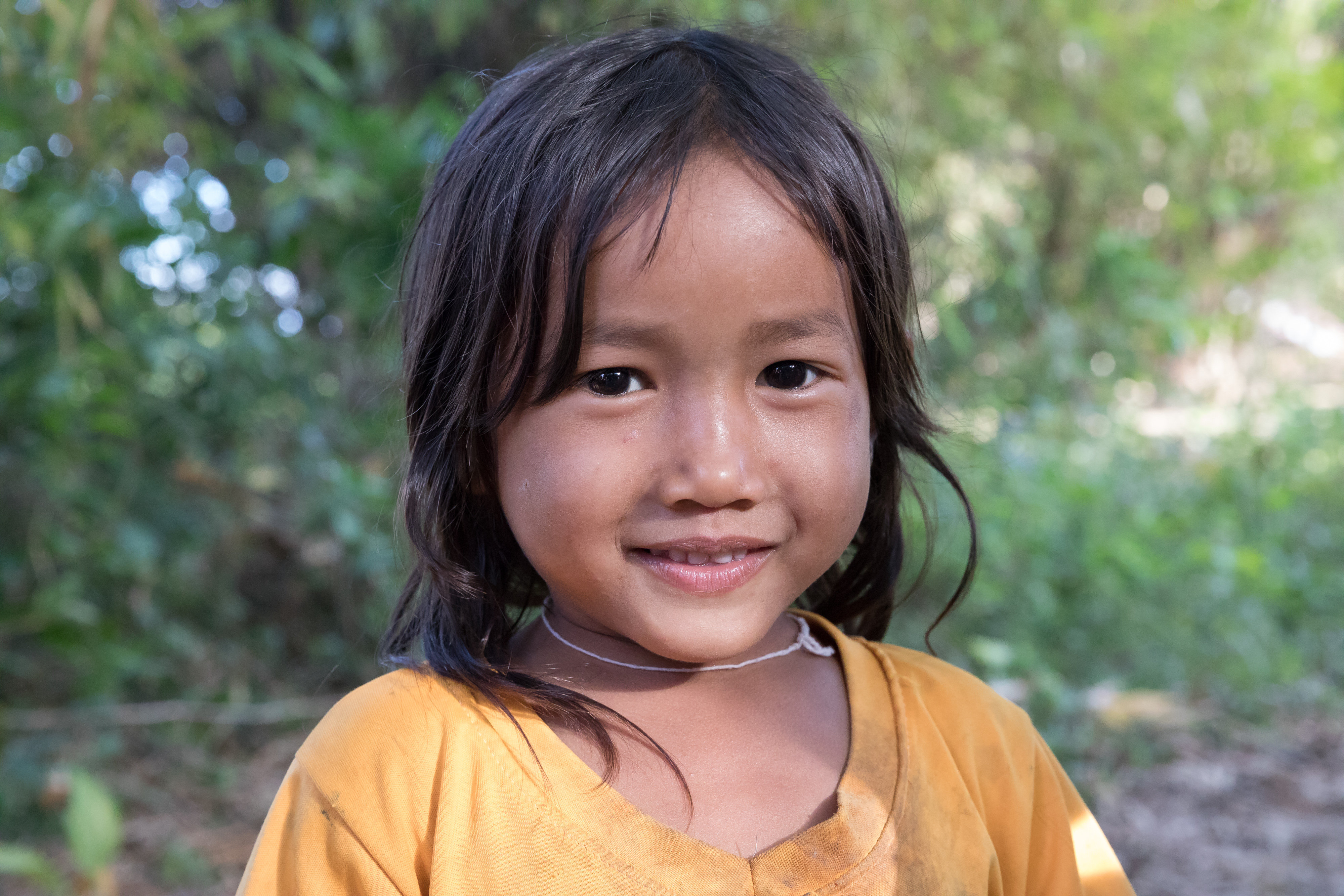
Una bambina del Laos

Un bambino (anche bimbo o fanciullo) è l'essere umano nell'intervallo di tempo compreso tra la nascita e la pubertà. A seconda del contesto, anche linguistico, il termine può indicare genericamente una persona che non ha ancora raggiunto la pubertà, oppure che ha ancora 11 anni (età nella quale, in coincidenza con l'uscita dalla scuola elementari si comincia a parlare di "ragazzino/a"). In inglese il termine corrispondente è child. Quando un bambino è appena nato è detto "neonato"; dai sei ai dodici anni lo si può indicare come fanciullo.
Uno dei più antichi e storicamente noti bambini non appartenenti al genere umano è rappresentato dal Bambino di Taung, fossile infantile di un Australopithecus africanus risalente a 2,3 milioni di anni fa, ritrovato in Sudafrica nel 1924; al momento della morte la dentatura da latte era ancora presente e si stima potesse avere un'età di circa quattro anni.
In alcune lingue il termine è neutro (baby, kid in inglese, Kind in tedesco, bébé, enfant in francese). Oltre che l'italiano (bambino/a), anche lo spagnolo ha una definizione differenziata per genere (niño / niña).

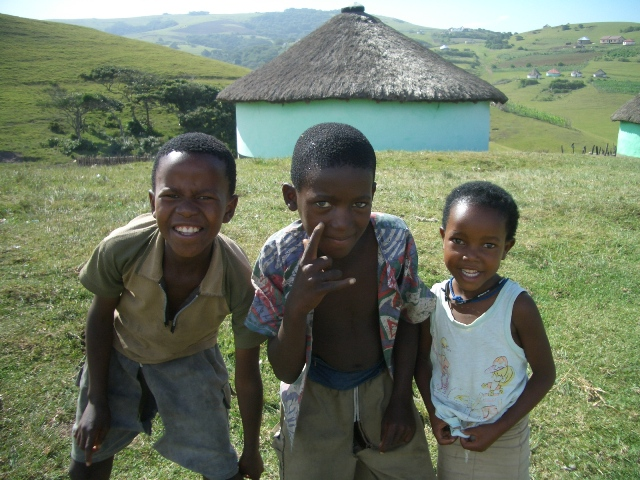
Bambini di etnia xhosa in Sudafrica

L'Unione europea, nella decisione quadro 2004/68/GAI del Consiglio contro lo sfruttamento sessuale minorile e la pornografia infantile, definisce fanciullo «una persona d'età inferiore ai diciotto anni»; tale definizione è in accordo con la convenzione Onu sui Diritti dell'Infanzia che, all'articolo 1, definisce fanciullo ogni essere umano da 0 a 18 anni (non compiuti) di età:

## Lo sviluppo del bambino

### Sviluppo capacità percettive

#### Capacità tattili
Vengono facilitate dai riflessi neonatali.
Quando un bambino nasce lascia un intorno protetto per entrare in un mondo dove viene a contatto con una innumerevole quantità di stimoli sensoriali. Per poter sopravvivere a questo cambiamento dispone di un insieme di riflessi arcaici primari, chiamati riflessi neonatali, designati ad assicurare una risposta immediata al nuovo intorno. La presenza dei riflessi primari è indispensabile per la sopravvivenza del nascituro. Altrettanto indispensabile per l'organizzazione della sua vita relazionale, sensoriale, affettiva e produttiva è che questi riflessi si estinguano completamente entro i 6/12 mesi di vita. La permanenza attiva di questi riflessi pregiudica la maturazione dell'intera organizzazione neurologica dell'individuo.

#### Capacità olfattive
Uno stimolo olfattivo determina delle risposte stereotipate nell'infante che si possono osservare anche nella fase prenatale.

#### Capacità uditive
Il bambino, anche prima di nascere, è in grado di riconoscere la voce della madre, la melodia ed ha una preferenza per la voce umana in generale. La variazione del battito cardiaco ha potuto dimostrare che egli è in grado di distinguere tra sillabe già presentate o meno.
Nei primi mesi di vita il bambino ha una soglia uditiva più alta (10 db) e si volta in direzione del suono.

#### Capacità visive
L'esperimento del baratro visivo ha dimostrato che le capacità visive vanno di pari passo con quelle motorie. La vista è il senso più importante nei primi mesi di vita e ha un'influenza su tutti gli altri. La vista del neonato è molto limitata, manca la visione binoculare e i contorni non sono ben definiti ma già dopo una settimana egli è in grado di distinguere delle righe abbastanza grandi su di un foglio.
A 1-3 mesi egli tende a preferire immagini complesse, a distinguere le ombre e a percepire la profondità e le forme che esplora nella loro configurazione. A 4 mesi è in grado di completare amodalmente una figura e di seguire un oggetto che si muove a grande velocità. A 6 mesi le sue percezioni sono molto simili a quelle di un adulto mediamente miope. Con il procedere del tempo il bambino preferisce dei volti sempre meno stilizzati, ad essere fondamentali sono però gli occhi. A 6 mesi il bambino raggiunge una capacità visiva simile agli adulti.
Un lattante riesce a distinguere forme differenti collocate a distanza non superiore ai 15 20 cm. Il neonato ha le capacità di soffermare lo sguardo su forme concentriche, di preferire le forme ai colori e di preferire le forme curve piuttosto a quelle rette.
Bower afferma che un bambino di qualche settimana prevede se un oggetto è solido oppure no senza toccarlo. Egli crea un congegno, tramite un proiettore binoculare, che dà l'illusione ottica di un oggetto. Esso viene proiettato a metà strada tra il soggetto e uno schermo. Anche se l'oggetto sembra solido, quella è solo una illusione, l'oggetto non esiste, il bambino prova a toccarlo, non lo sente e si mette a piangere. Il lattante si aspettava che l'oggetto visto fosse anche solido. Se nel tentativo di toccarlo il neonato rimane sorpreso, era perché si aspettava che l'oggetto visto fosse solido. Ciò dimostra che i neonati hanno delle competenze iniziali che vanno poi perfezionate.

### Sviluppo motorio
Il bambino ha una rappresentazione innata del corpo e della sua simmetricità ma tende ad osservare per un certo periodo anche bambole scrumbled, deformi. Verso i due anni le osserva con maggiore attenzione e sospetto.

La rappresentazione del corpo è la prerogativa per lo sviluppo motorio.

#### Motricità grossolana
La motricità grossolana è quella che riguarda l'intero corpo.

Nel primo mese di vita il bambino resta in posizione fetale, dal secondo cerca di sollevarsi, al terzo solleva il torace.
A tre mesi tende le mani verso gli oggetti ma non li afferra.
A quattro sta seduto con un sostegno, a cinque comincia a regolare le posture e a stare seduto in grembo, afferrando gli oggetti.
A sei mesi riesce a stare seduto da solo ma si piega in avanti. 
A otto è in grado di camminare se tenuto da un adulto. A dodici gli basta essere tenuto per una mano.
Tra tredici e diciotto mesi acquisisce nuove capacità di movimento, si arrampica sui mobili, sale le scale con circospezione.
A due anni va in triciclo appoggiando i piedi, sale le scale con maggiore sicurezza.
A tre anni usa i pedali per andare in triciclo, salta, corre.
A quattro anni sa ballare a ritmo, stare in piedi su una gamba sola.

#### Motricità fine
La motricità fine riguarda l'utilizzo delle mani.
Con lo sviluppo si evolve la prensione degli oggetti, si passa da cubito-palmare, a digito-palmare, a radio-digitale (pinza superiore), alla pinza inferiore fino alla presa digito-digitale.

A due anni e mezzo il bambino riconosce le figure dei disegni illustrati, disegna con la mano preferita, si riconosce in foto che gli sono già state mostrate. A tre anni disegna uomini con la testa, conosce i colori. A quattro sa disegnare una casa. A cinque dichiara cosa disegnerà e colora con precisione i contorni.

In un ambiente arricchito queste capacità cambiano di molto. Bambini di tre anni, se hanno ad esempio frequentato l'asilo nido, sono in grado di colorare con precisione restando nei contorni.

#### Sviluppo abilità prassiche
Le abilità prassiche si dividono in:
- Gesti rappresentazionali: hanno uno scopo transitivi (verso un oggetto) e intransitivi.
- Gesti non-rappresentazionali: sono gesti senza uno scopo, che vengono ripetuti per imitazione.
- Sequenze di gesti.

A tre anni si osserva il comportamento deittico, si indica l'oggetto dell'azione senza compierla.
A quattro il bambino sostituisce parte del corpo con l'oggetto su cui deve compiere un'azione.
A sette-otto anni il bambino non considera le dimensioni dell'oggetto.
Lo sviluppo delle abilità prassiche continua fino ai dodici anni.

### Sviluppo del disegno
- A un anno i bambini desiderano disegnare riempiendo di colori un foglio.
- A due anni si cominciano a notare forme ricorrenti come cerchi e linee, indice dell'attenzione del bambino verso ciò che sta facendo.
- A tre anni l'uomo comincia ad essere raffigurato con una testa ed un corpo.
- A quattro anni l'uomo viene disegnato con braccia e gambe stilizzate.
- A cinque anni la figura umana viene disegnata a blocchi.

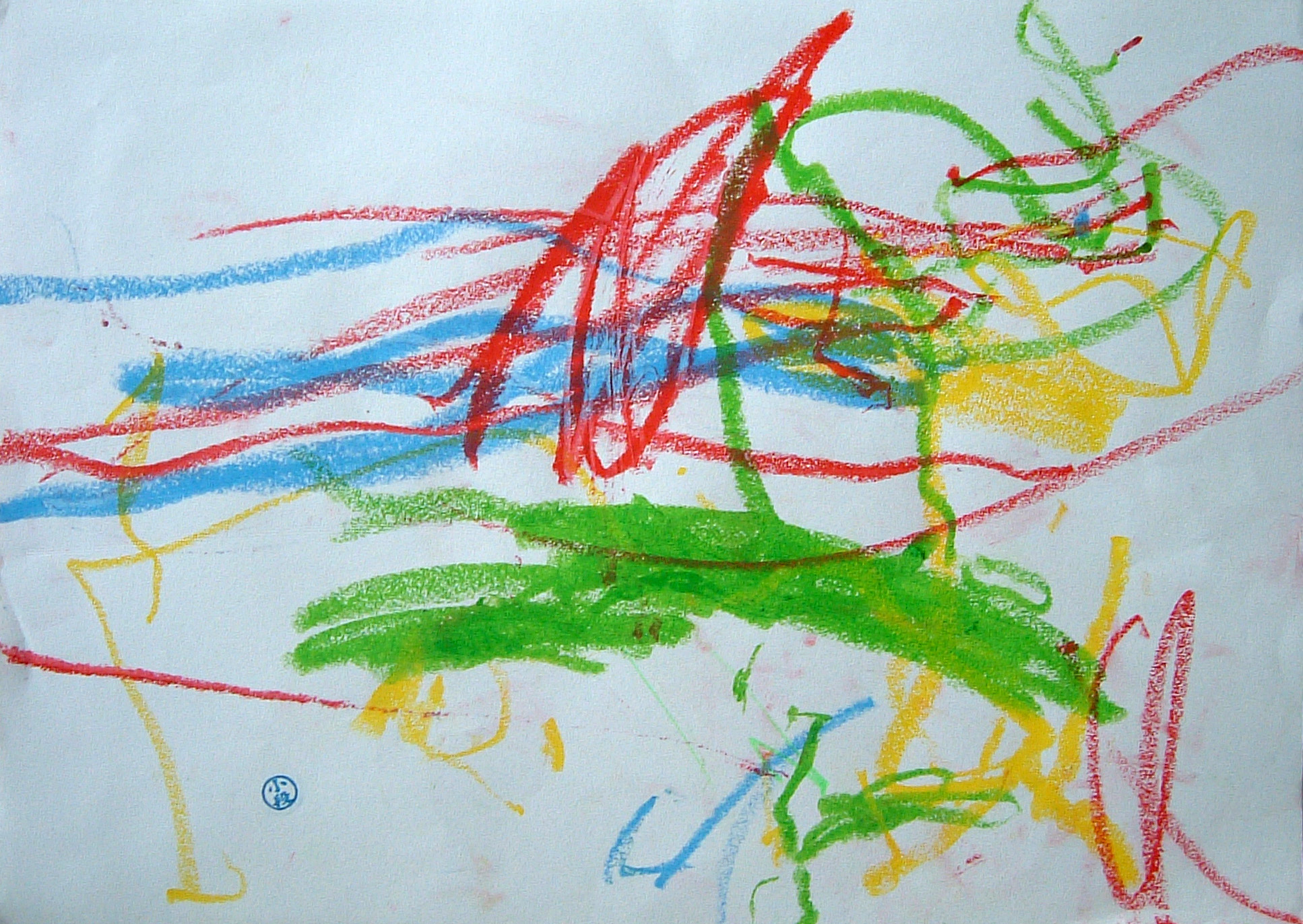
Scarabocchio di un bimbo di un anno e mezzo
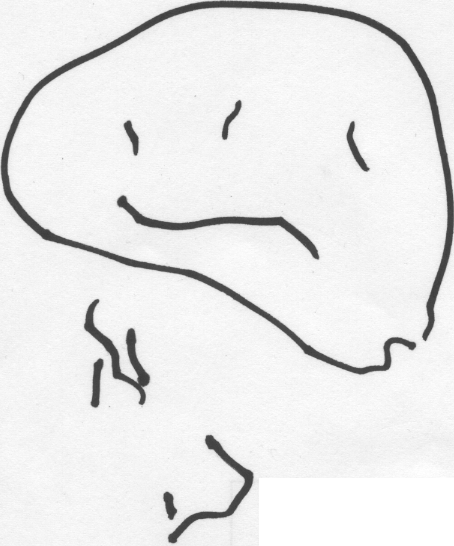
Rappresentazione di una figura umana di un bimbo di due anni e mezzo
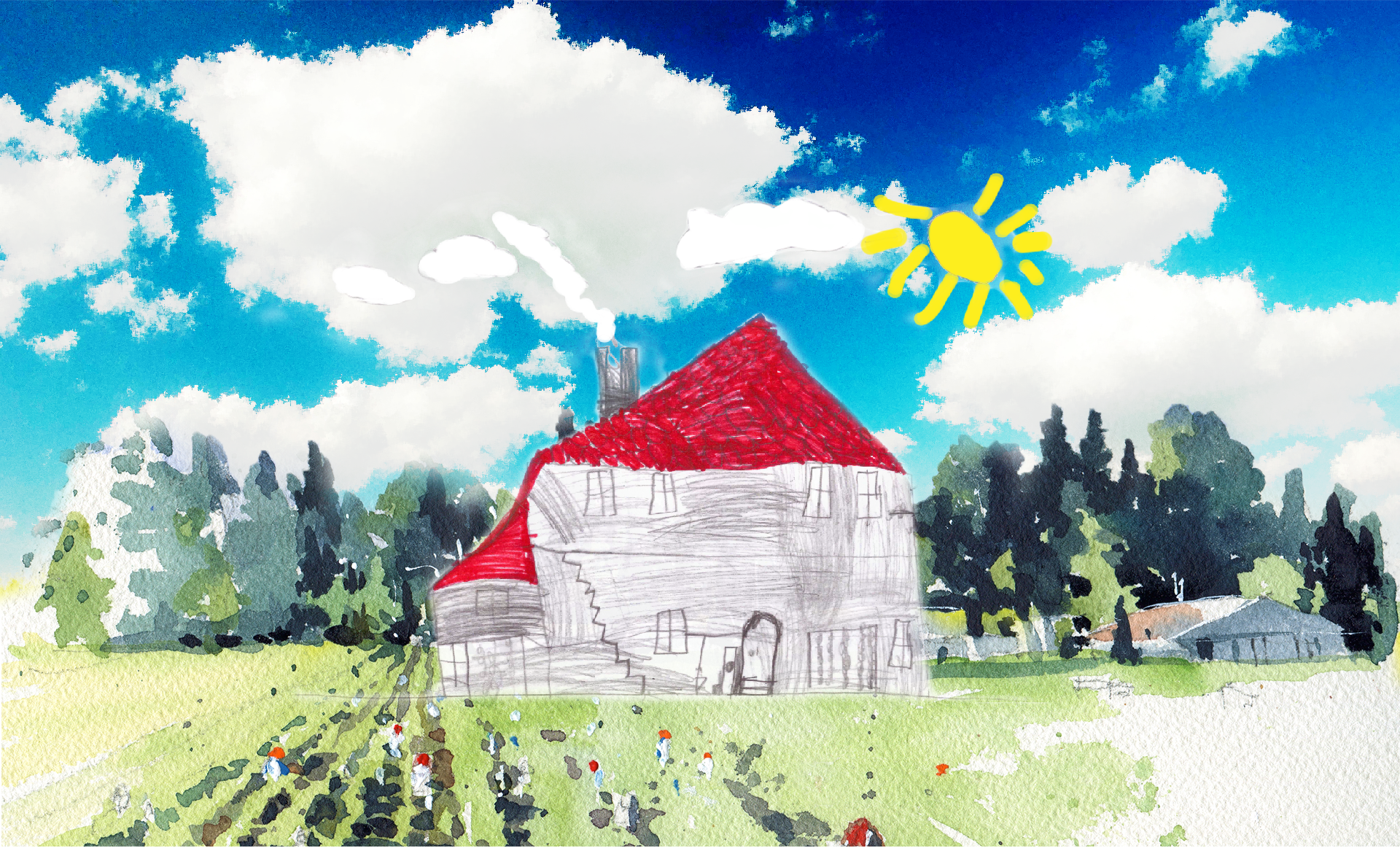
Casa di campagna Disegno di un bimbo di tre anni e mezzo
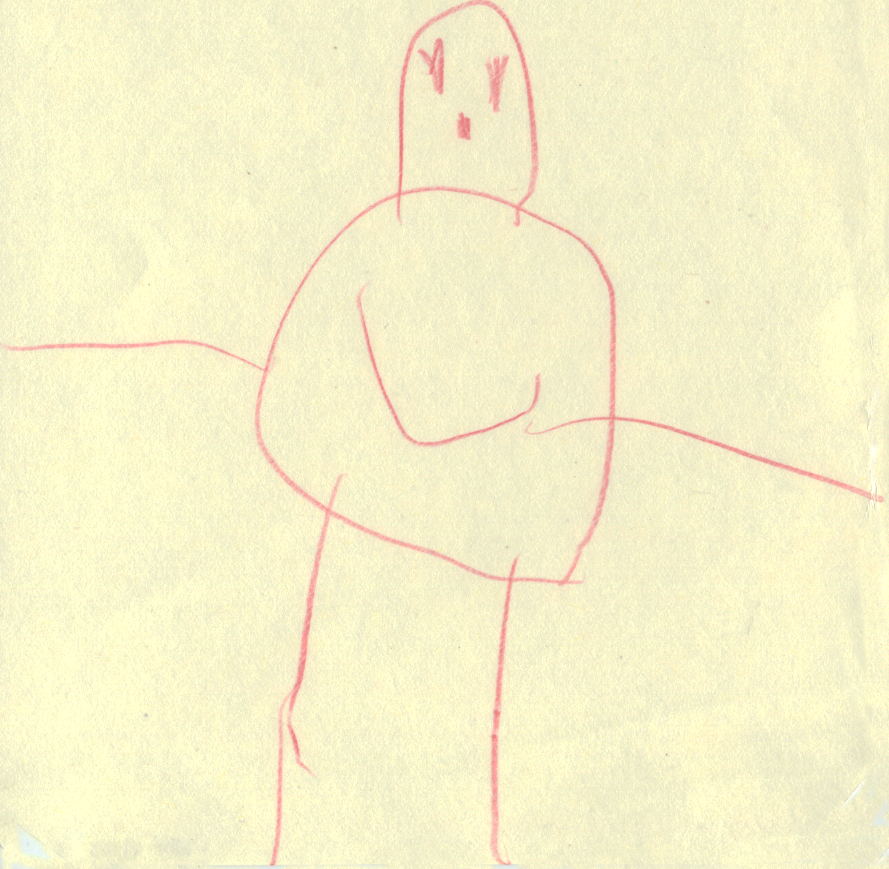
Schizzo di figura umana di un bimbo di quattro anni e mezzo

### Sviluppo sociale

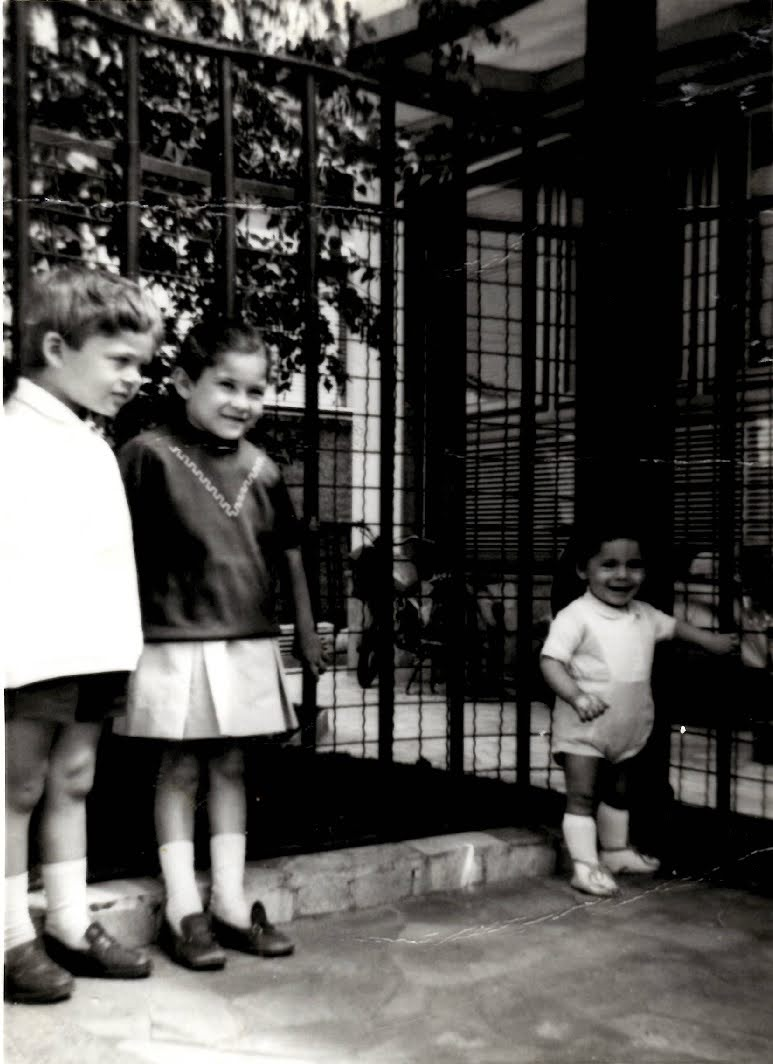
Bambini appartenenti allo stesso nucleo familiare (fratelli)

Il primo rapporto del bambino con l'alterità è quello con la madre che si sviluppa secondo le regole dell'attaccamento.
In ordine di importanza a questo rapporto primario seguono quelli con gli altri familiari.
Il rapporto tra fratelli soprattutto se la differenza di età non è molta, è spesso difficoltoso. L'arrivo di un fratellino conduce ad atti di gelosia e a regressioni perché viene visto come un trauma.
Il rapporto affiliativo con i nonni perdura per tutta l'infanzia ma perde di importanza nell'adolescenza.
Con l'aumentare delle uscite fuori casa e l'ingresso nella scuola materna si sviluppano diverse tipologie di rapporti.
- il comportamento affiliativo: spesso non è reciproco e si sviluppa inizialmente tra persone dello stesso sesso, le interazioni come la conversazione, il contatto, gli scambi di affetto sono indicatori di questo tipo di rapporto. Si formano in questo modo relazioni diadiche privilegiate che possono portare a rapporti di cooperazione.
- il comportamento di cooperazione consiste nell'aiuto reciproco e nello scambio
- il comportamento aggressivo: prescinde dai rapporti affiliativi e porta alla formazione di una scala gerarchica, il più forte sta in cima alla scala gerarchica. Riconducibili a questa categoria di comportamenti sono tutti gli atti violenti tra soggetti.

### Evoluzione del gioco
Fino a 3-4 anni i bambini tendono a preferire il gioco solitario, con uno spazio indipendente e senza interazioni con coetanei.
Con l'ingresso nella scuola dell'infanzia si sviluppa il gioco in parallelo in cui i bambini non interagiscono ma condividono lo stesso spazio di gioco.
Nel gioco associativo i bambini cominciano a scambiarsi oggetti e a conversare tra di loro.
Il gioco cooperativo è un livello di gioco più complesso, in cui i bambini devono aver compreso il proprio ruolo e aver accettato delle regole.